# Cugir
Cugir (veraltet Cudgir; deutsch Kudschir, ungarisch Kudzsir) ist eine rumänische Stadt im Kreis Alba in der Region Siebenbürgen.
Der Ort ist auch unter der deutschen Bezeichnung Kuschir bekannt.

## Geographische Lage

Lage der Gemeinde Cugir im Kreis Alba

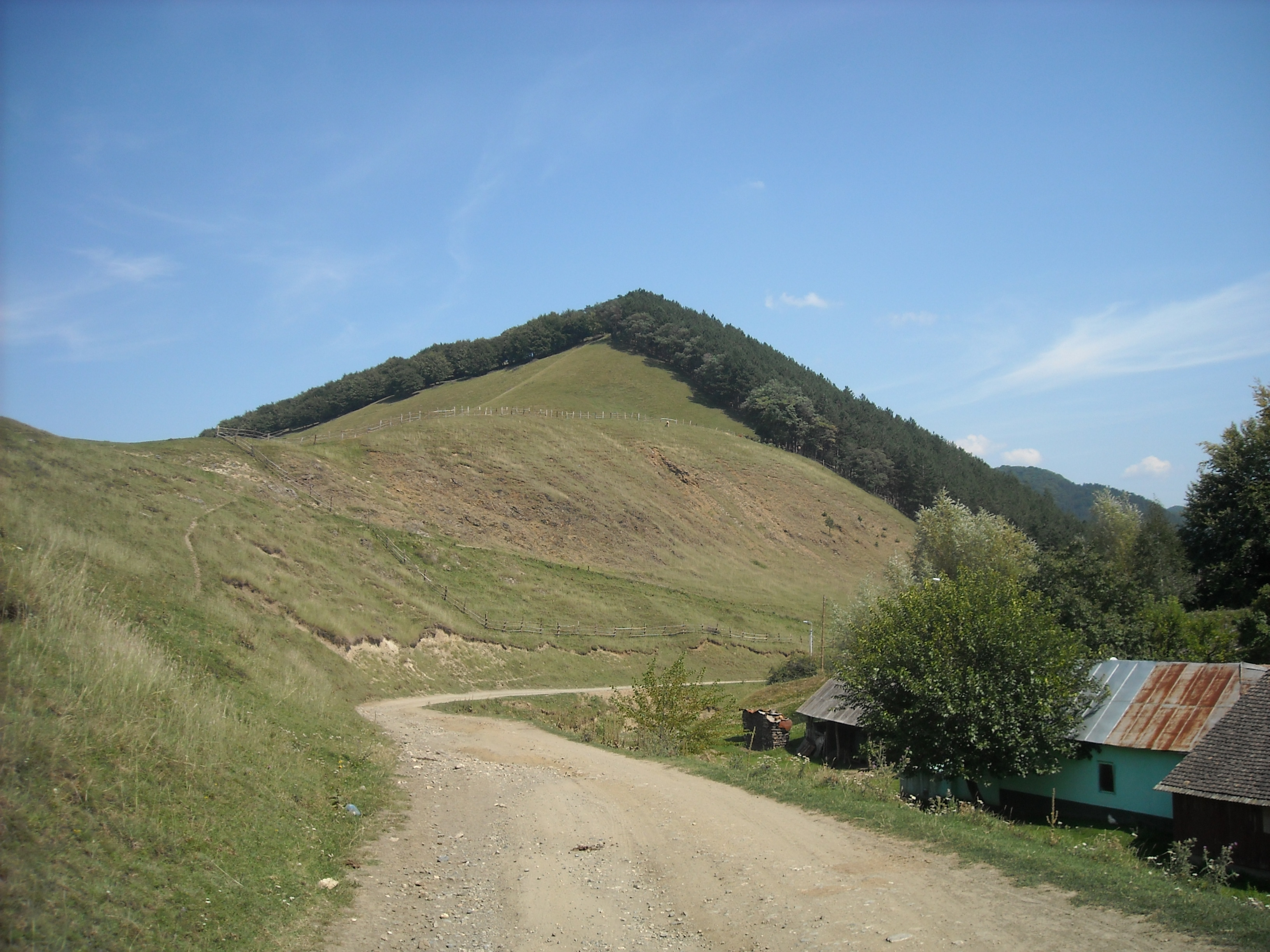
Der Berg Cetățuia bei Cugir

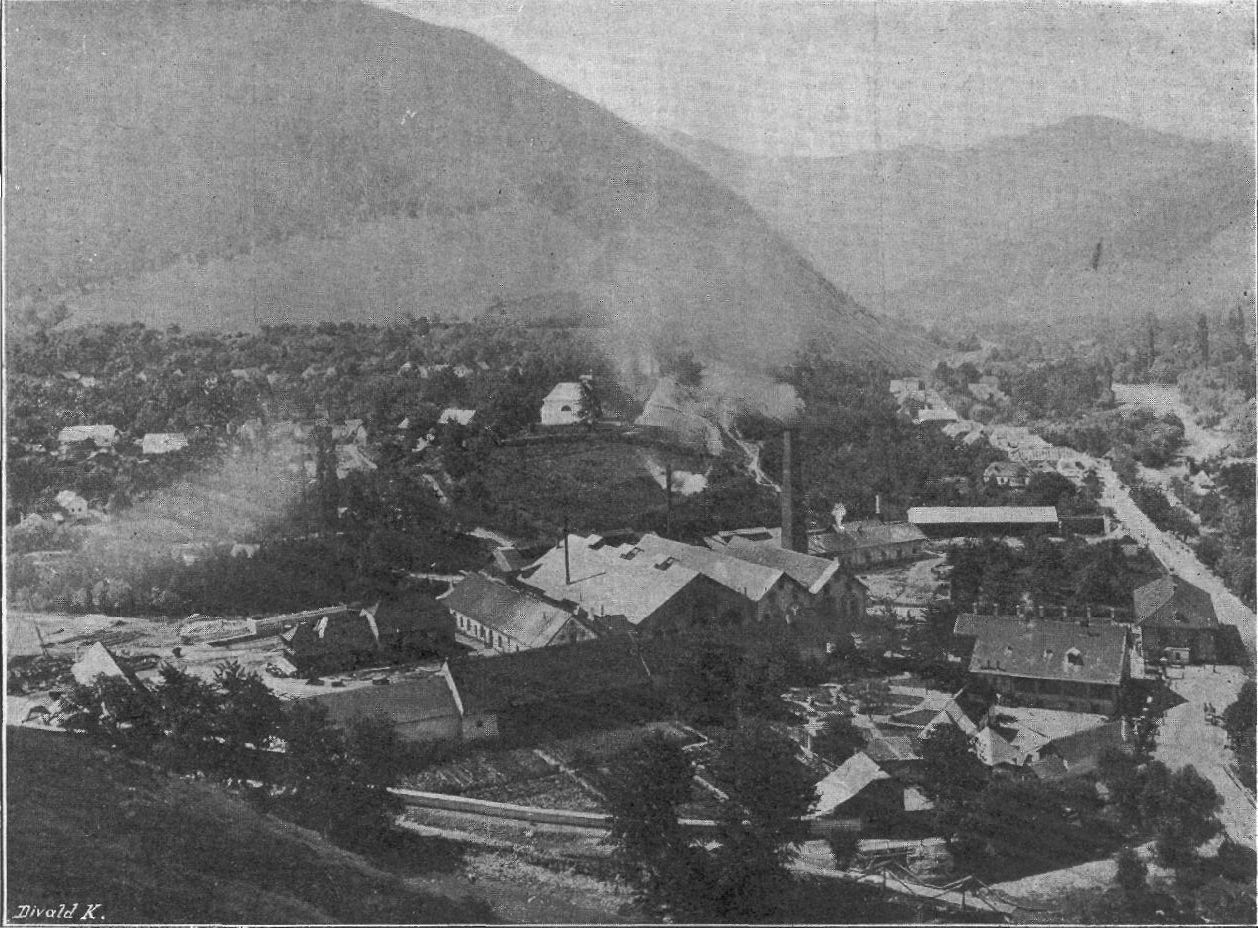
Cugir, 1896

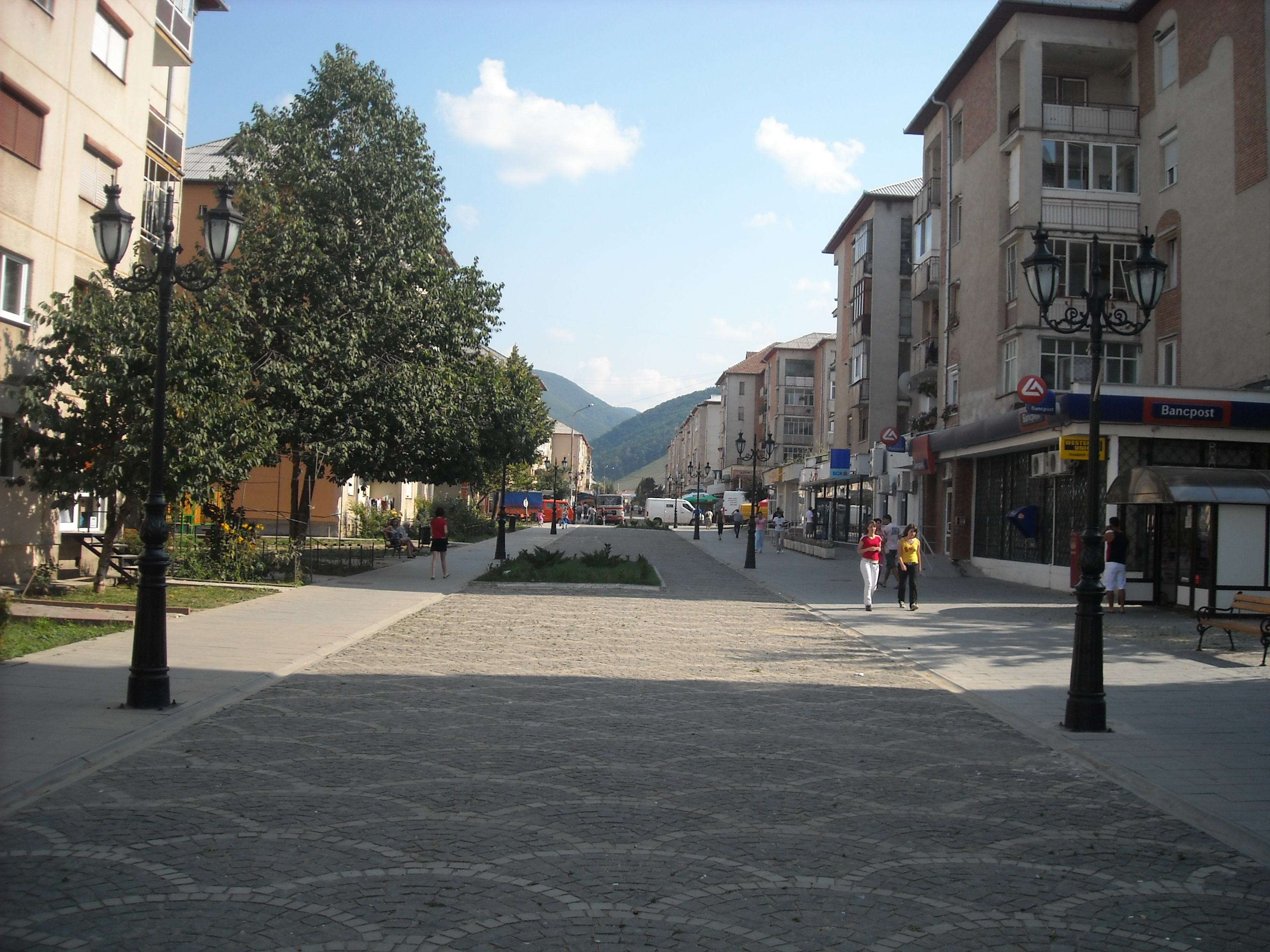
Zentrum Cugirs

Die Stadt Cugir liegt im Südwesten des Siebenbürgischen Beckens, nördlich des Șureanu-Gebirges (auch Mühlbacher Gebirge). Am gleichnamigen Fluss Cugir – einem linken Zufluss des Mureș (Mieresch) –, befindet sich die Stadt an der Kreisstraße (Drum județean) DJ 704, ca. 11 Kilometer südlich der Europastraße 68. Die Kreishauptstadt Alba Iulia liegt ca. 35 Kilometer nordöstlich von Cugir entfernt. Die Stadt ist Endstation der Bahnstrecke Șibot–Cugir (1906 errichtet, inzwischen elektrifiziert), die bei Șibot an die Bahnstrecke Arad–Alba Iulia anschließt.
Das administrative Stadtgebiet ist ca. 350 Quadratkilometer groß und besteht insbesondere aus Wald und Gebirgsflächen (245 km²). Cugir hat neben dem Hauptort sieben weitere Ortsteile: Bocșitura, Bucuru, Călene, Fețeni, Goașele, Mugești und Vinerea.

## Geschichte und Wirtschaft
Cugir ist erstmals 1493 unter dem Namen „Villa Kudzyr“ urkundlich erwähnt worden. Auf dem Berg „Cetățuia“ (495 m) im Stadtgebiet von Cugir wurden ein altertümliches Fürstengrab und eine Ruine einer dakischen Festung (Dakien war eine römische Provinz) aus dem dritten Jahrhundert entdeckt. Die frühgeschichtlichen Funde befinden sich heute im Muzeul Național al Unirii Alba Iulia.
Die metallverarbeitende Industrie existiert bereits seit 1799. Später entstand ein Rüstungsbetrieb, der 1925 verstaatlicht und mit Unterstützung des englischen Unternehmens Vickers Armstrong Ltd. erweitert wurde.
Nach dem Zweiten Weltkrieg war die Stadt das größte Zentrum der Rüstungsindustrie in Rumänien. Zur Zeit des Diktators Nicolae Ceaușescu wurde Cugir deshalb auf Landkarten nicht dargestellt. Bei einem Flugunfall im Oktober 1964 nahe der Stadt starben alle ca. 30 Insassen.
Mit den politischen Umwälzungen in Rumänien kam auch der wirtschaftliche Zusammenbruch. Ein Großteil der Beschäftigten der Fabriken verlor in den frühen 1990er Jahren die Arbeit. Zwischenzeitlich sind die Werke großteils restrukturiert und privatisiert worden. Die alten, teilweise nicht mehr genutzten Industrieflächen wurden in einen Industriepark umgewandelt, in dem sich zahlreiche neue Firmen angesiedelt haben. So werden in Cugir neben unzähligen verschiedenen Metallwaren, für deren Herstellung die Stadt nach wie vor ein Zentrum ist, zwischenzeitlich auch Möbel, Textilien und anderweitige Güter hergestellt.
Wegen der derzeitigen Wirtschaftskrise versteigert das wichtigste Metall- und Rüstungsunternehmen Uzina Mecanică Cugir am 2. Juni 2010 zwei Hallen mit einer Gesamtfläche von ca. 13.700 Quadratmeter.

## Bevölkerung
1850 lebten auf dem Gebiet von Cugir 3461 Einwohner; 3226 davon waren Rumänen, 31 Ungarn, 73 Deutsche und 125 Roma. 1992 wurde mit 31.877 die größte Bevölkerungszahl und auch die der Rumänen (30.649) registriert. Die höchste Anzahl der Ungarn (958) wurde 1910, die der Deutschen (340) 1977 und die der Roma (376) 1992 ermittelt. Seit der Erhebung 1880 wurden auf dem Gebiet von Cugir außerdem Serben (3 im Jahr 1930), Ukrainer (21 im Jahr 1966) und Slowaken (20 im Jahr 1890) registriert. 2002 lebten auf dem Gebiet von Cugir 25.977 Menschen (25.158 Rumänen, 359 Ungarn, 78 Deutsche, 339 Roma, 10 Slowaken und 1 Ukrainer).

## Politik und Verwaltung

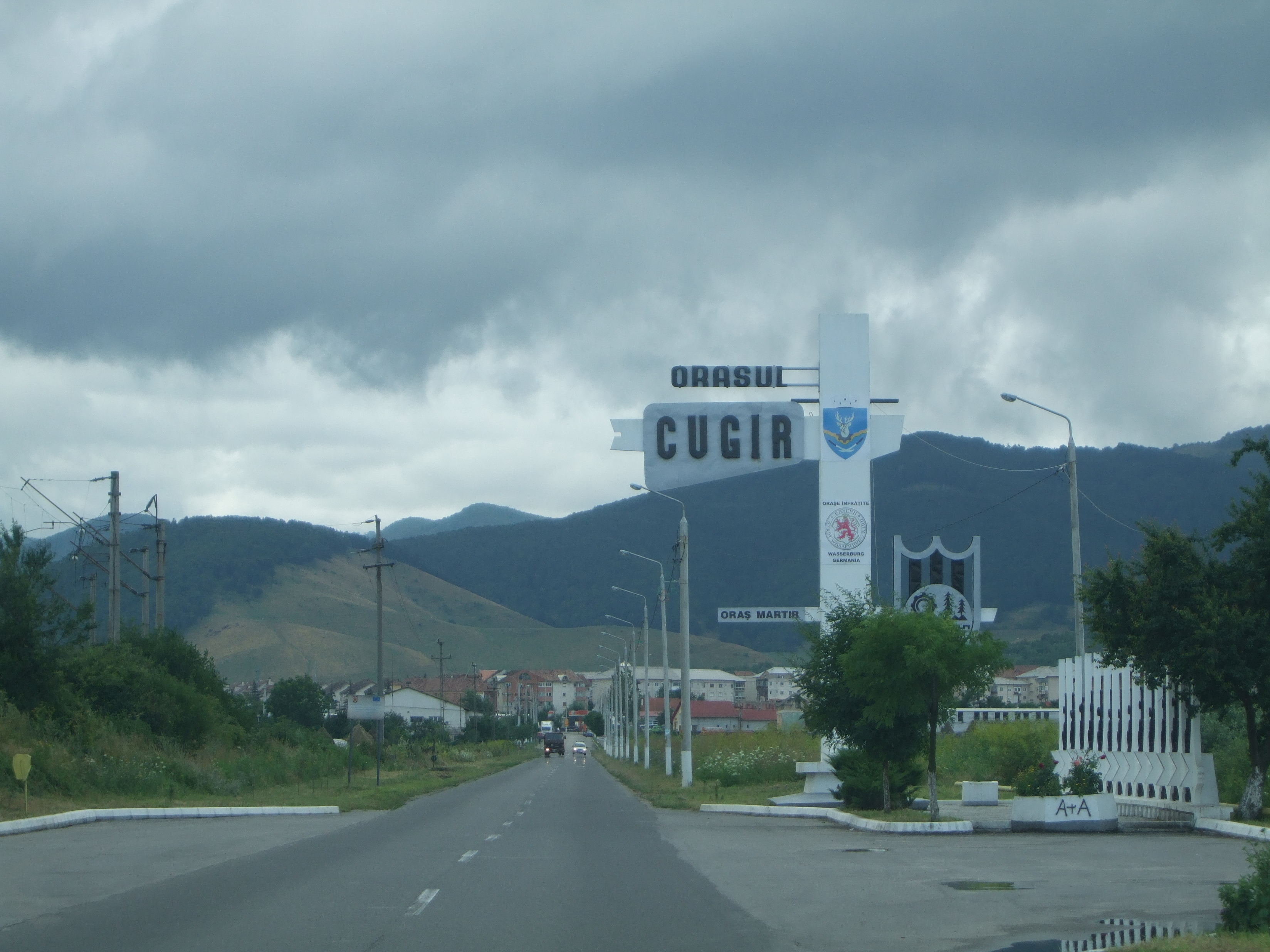
Eine der Einfahrten Cugirs

Das administrative Organ der Stadt Cugir ist der Stadtrat mit 19 Mitgliedern aus fünf politischen Parteien (Stand 2008). Das exekutive Organ der Stadt ist die Stadtverwaltung. Sie ist ähnlich wie in Deutschland in Abteilungen und Sachgebiete unterteilt und wird vom Bürgermeister, dem Vizebürgermeister und der Geschäftsführung geleitet.

## Erziehung und Bildung
In Cugir gibt es sieben Kindergärten, fünf Volksschulen und zwei Hochschulen (das nationale College „David Prodan“ und das technische College „I. D. Lăzărescu“) mit insgesamt mehr als 3.800 Schülern.

## Kultur
Die größte kulturelle und künstlerische Veranstaltung ist das jährlich – unter anderem mit großem Festumzug – stattfindende, mehrere Tage dauernde Herbst-Festival „Toamna Cugireană“.
Das eingemeindete Dorf Vinerea feiert am 21.–22. August 2010 sein 700-jähriges Jubiläum.

## Tourismus
Einer der beliebtesten Orte der Umgebung ist das ca. 20 Kilometer vom Stadtzentrum entfernte „Prislop Chalet“. Bekannt ist auch das Naturschutzgebiet „Șureanu“ mit einem der höchsten Aussichtspunkte der Region, einem Gletschersee und einem Ferienhaus.
Cugir liegt unmittelbar am Rande des Hauptgebirgszuges der Südkarpaten mit seinen riesigen Laubwäldern und einer sehr ursprünglichen Landschaft. Der Tourismus ist noch kaum entwickelt, so dass die gesamte Region gerade für Individualtouristen ein reizvolles Ziel darstellt.

## Religion
In Cugir gibt es viele rumänisch orthodoxe Kirchen, aber auch Kirchen anderer orthodoxer Richtungen. Außerdem gibt es eine (für rumänische Verhältnisse) große Baptistische Gemeinde (Gemeinde im Sinne von Kirche).
Die rumänisch-orthodoxe Kirche Sf. Arhangheli und Sf. Treime, 1808 errichtet, steht unter Denkmalschutz.

## Städtepartnerschaften
Cugir pflegt freundschaftliche Beziehungen zu Wasserburg am Inn in Deutschland. Den Ursprung haben die freundschaftlichen Beziehungen zwischen Cugir und Wasserburg am Inn in den frühen 1990er Jahren. Nach dem Zusammenbruch des diktatorischen Systems in Rumänien wurden zahlreiche Hilfslieferungen von Wasserburg nach Cugir gebracht, für die sich in erster Linie die Vereine Freunde Maria Rast und die Kolpingsfamilie Wasserburg engagierten. Durch den Verlust von tausenden Arbeitsplätzen in der Rüstungsindustrie hatte es Cugir in den Zeiten des Umbruchs vergleichsweise hart getroffen.
Durch den wirtschaftlichen Aufschwung in Rumänien sind die Hilfslieferungen zwar weniger geworden, dennoch haben sich die Beziehungen zwischen den beiden Städten weiter intensiviert. Zwischenzeitlich scheinen sich Kontakte auch auf privater Basis über die offizielle Ebene hinweg gebildet zu haben. 2006 unterzeichneten die beiden Ersten Bürgermeister – Michael Kölbl aus Wasserburg und Adrian Teban aus Cugir – in Wasserburg einen Freundschaftsvertrag. Seit November 2009 besteht zwischen Cugir und Wasserburg am Inn eine offizielle Städtepartnerschaft.